# Ego Tripping at the Gates of Hell
Ego Tripping at the Gates of Hell é um EP por The Flaming Lips, lançado em Warner Bros Records em novembro de 2003. Foi recebido de forma positiva pela crítica, o EP foi classificado em quatro estrelas pelo website AllMusic, bem como recebeu a nota 7/10 e 4/5 do Pitchfork Media e da revista Uncut, respectivamente. Contudo, a Rolling Stone deu apenas duas estrelas, a revista elogiou as quatro faixas originais, mas criticando os remixes.

## Faixas
| N.º | Título                                    | Duração |  |
| 1.  | "Assassination of the Sun"                | 4:25    |  |
| 2.  | "I'm a Fly in a Sunbeam"                  | 3:13    |  |
| 3.  | "Sunship Balloons"                        | 4:04    |  |
| 4.  | "Do You Realize??"                        | 4:02    |  |
| 5.  | "Ego Tripping (Ego In Acceleration)"      | 5:32    |  |
| 6.  | "Ego Tripping"                            | 6:34    |  |
| 7.  | "A Change at Christmas (Say It Isn't So)" | 5:17    |  |